# 28 февраля
28 февраля — 59-й день года  по григорианскому календарю.
До конца года остаётся 306 дней (307 дней в високосные годы).
До 15 октября 1582 года — 28 февраля по юлианскому календарю, с 15 октября 1582 года — 28 февраля по григорианскому календарю.
В XX и XXI веках соответствует 15 февраля по юлианскому календарю.

## Праздники и памятные дни
См. также: Категория:Праздники 28 февраля

### Национальные
- Финляндия — День Калевалы.
- Татарстан — Всемирный день татарской национальной кухни[2].

### Религиозные

#### Католицизм
- Память мученика Аверкия[англ.];
- память Папы Римского Гилария;
- память Абы I;
- память Освальда Вустерского;
- память святого Романа Кондаского[англ.];
- память Руфина.

#### Православие[3]

Виленская икона

- Память икон Божией Матери Виленской (перенесение в Вильно в 1495 году) и Далматской (1646);
- память апостола от 70 Онисима (ок. 109);
- память преподобного Пафнутия и дочери Его Евфросинии (V век);
- память преподобного Евсевия, пустынника Сирийского (V век);
- память преподобного Пафнутия, затворника Печерского, в Дальних пещерах (XIII век);
- память священномучеников Михаила Пятаева и Иоанна Куминова, пресвитеров (1930);
- память священномучеников Николая Морковина, Алексия Никитского, Алексия Смирнова, пресвитеров, Симеона Кулямина диакона, преподобномученика Павла (Козлова) и преподобномученицы Софии Селивёрстовой (1938).

### Именины
- Католические: Аба, Аверкий, Иларий, Роман, Освальд, Хилари.
- Православные: Алексей, Афанасий, Евсевий, Евфросиния, Иван, Маиор, Михаил, Николай, Онисим, Пафнутий, Пётр, Симеон, София.

## События
См. также: Категория:События 28 февраля

### До XX века
- 870 — завершился Четвёртый Константинопольский собор.
- 1066 — открылось Вестминстерское аббатство[источник не указан 901 день].
- 1720 — по указу Петра I были учреждены государственные коллегии для упорядочения делопроизводства во всех учреждениях России.
- 1732 — в Санкт-Петербурге открылся первый в России кадетский корпус.
- 1810 — образован Гвардейский экипаж — единственная морская часть русской гвардии в дореволюционной России.
- 1825 — заключена конвенция о разграничении владений России и Англии в Северной Америке.
- 1835 — Элиас Лённрот датировал рукопись первого варианта карело-финского эпоса «Калевала».

### XX век
- 1918 — создан Минский подпольный районный комитет РСДРП(б).
- 1922
  - Объявлена независимость Египта от Великобритании.
  - Осуществлена первая постановка спектакля «Принцесса Турандот» Карло Гоцци в 3-й студии МХТ.
- 1925 — акционерное общество «Радиопередача» начало выпускать специальную газету «Новости радио».
- 1933 — в Германии издан Указ рейхспрезидента о защите народа и государства, отменяющий гражданские права.
- 1935 — американский химик Уоллес Карозерс впервые синтезирует нейлон.
- 1940 — советский лётчик-испытатель Владимир Фёдоров совершил первый в мире полёт на ракетопланере с жидкостно-реактивным двигателем.
- 1947 — инцидент 228.
- 1951 — Лайнус Полинг и Роберт Кори теоретически обосновывают формы вторичной структуры белков.
- 1955 — состоялось торжественное открытие железнодорожного сообщения по маршруту Ханой — Пекин — Москва — Берлин.
- 1956 — в США патентуется сетевой кабель для компьютеров.
- 1966 — впервые в мире отряд атомных подводных лодок ВМФ СССР вышел в кругосветное плавание, успешно завершив поход через 1,5 месяца без всплытия в надводное положение.
- 1973
  - Катастрофа Як-40 под Семипалатинском.
  - Катастрофа Ан-24 под Щецином.
- 1975 — в Ломе Европейским экономическим сообществом подписана первая Ломейская конвенция об экономических и торговых отношениях с 46 странами Африки, бассейнов Карибского моря и Тихого океана (страны АКТ).
- 1986 — убийство Улофа Пальме.
- 1989 — в Венесуэле полиция, гвардия и армия подавили волнения, вызванные неолиберальными реформами правительства.
- 1990 — создан Союз кинематографистов России.
- 1991 — завершилась война в Персидском заливе.
- 1992
  - Установлены дипломатические отношения между Россией и Южно-Африканской Республикой.
  - В Боснии и Герцеговине провозглашена Республика Сербская.
- 1994 — над Баня-Лукой произошёл единственный известный воздушный бой в ходе Боснийской войны.
- 1995 — зарегистрирована Социал-демократическая партия Украины.
- 1996 — Лейквуд и Эджвуд[англ.] получили статус города[4].
- 1997
  - Военный меморандум в Турции.
  - Перестрелка в Северном Голливуде.
- 1998 — начало вооружённого конфликта, известного как Косовская война.

### XXI век
- 2001 — землетрясение в Нисквалли.
- 2005 — взрыв в иракском городе Эль-Хилла, 127 погибших.
- 2010 — на стадионе «Би-Си Плэйс» в Ванкувере прошла церемония закрытия зимних Олимпийских игр.
- 2013 — отречение папы римского Бенедикта XVI от престола.
- 2023 — лобовое столкновение пассажирского и грузового поездов в Темби — крупнейшая железнодорожная катастрофа в истории Греции. Погибли 57 человек[5].
- 2025 — скандальная встреча Владимира Зеленского и Дональда Трампа в Белом доме

## Родились
См. также: Категория:Родившиеся 28 февраля

### До XIX века

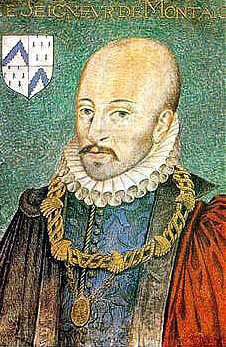
Монтень

- 1155 — Генрих Молодой (ум. 1183), номинальный король Англии (с 1170).
- 1261 — Маргарет Шотландская (ум. 1283), королева Норвегии.
- 1462 — Хуана Бельтранеха (ум. 1530), кастильская принцесса, королева Португалии (1475—1481).
- 1518 — Франциск III (ум. 1536), герцог Бретани.
- 1533 — Мишель де Монтень (ум. 1592), французский писатель и философ.
- 1552 — Йост Бюрги (ум. 1632), швейцарский и немецкий математик, астроном.
- 1663 — Томас Ньюкомен (ум. 1729), английский изобретатель, создатель одного из первых паровых двигателей.
- 1683 — Рене Антуан Реомюр (ум. 1757), французский естествоиспытатель и натуралист, энтомолог, физик и математик.
- 1690 — Алексей Петрович (ум. 1718), русский царевич, старший сын Петра I.
- 1760 — Аполлос Мусин-Пушкин (ум. 1805), русский учёный-химик, минералог, физик и ботаник.
- 1783 — Габриэле Россетти (ум. 1854), итальянский поэт и патриот.

### XIX век
- 1801 — Мотеюс Валанчюс (ум. 1875), литовский писатель и церковный деятель.
- 1802 — Эрнст Фридрих Цвирнер (ум. 1861), немецкий архитектор.
- 1806 — Зигфрид Бехер, австрийский статистик, политэконом и педагог (ум. 1873)[6].
- 1820
  - Илайша Кейн (ум. 1857), американский врач и полярный исследователь.
  - Джон Тенниел (ум. 1914), английский художник-карикатурист, иллюстратор.
- 1824 — Шарль Блонден (ум. 1897), французский цирковой артист, непревзойдённый канатоходец.
- 1829 — Антонио Гусман Бланко (ум. 1899), южноамериканский политик, дипломат, публицист, трижды президент Венесуэлы.
- 1844 — Фердинанд Врангель (ум. 1919), русский моряк, географ, гидрограф, метеоролог, историк.
- 1846 — Джамбул Джабаев (ум. 1945), казахский советский поэт-акын.
- 1857 — Владимир Алекси-Месхишвили (ум. 1920), грузинский театральный актёр, режиссёр, педагог, руководитель Тифлисского и Кутаисского театров.
- 1866
  - Вячеслав Иванов (ум. 1949), русский поэт-символист, филолог и философ.
  - Павел Новгородцев (ум. 1924), русский философ, лидер партии кадетов, создатель Русского юридического института в Праге.
- 1873 — Уильям Мёрдок (ум. 1912), шотландский моряк, помощник капитана «Титаника».
- 1880 — Мартирос Сарьян (ум. 1972), армянский и советский живописец-пейзажист, график, театральный художник.
- 1881 — Илья Сургучёв (ум. 1956), русский прозаик, драматург, публицист, литературный критик, мемуарист.
- 1886
  - Аладар Рац (ум. 1958), венгерский цимбалист.
  - Макс Фасмер (ум. 1962), немецкий лингвист, автор этимологического словаря русского языка.
- 1889 — Павел Дыбенко (расстрелян в 1938), российский революционер, советский политический и военный деятель.
- 1893 — Всеволод Пудовкин (ум. 1953), кинорежиссёр, актёр, сценарист, теоретик кино, народный артист СССР.
- 1895 — Марсель Паньоль (ум. 1974), французский драматург и кинорежиссёр, первый кинематографист, ставший членом Французской академии.
- 1896 — Филип Хенч (ум. 1965), американский врач, лауреат Нобелевской премии по физиологии и медицине (1950).

### XX век
- 1901 — Лайнус Полинг (ум. 1994), американский химик и кристаллограф, общественный деятель, лауреат двух Нобелевских премий: по химии (1954) и мира (1962).
- 1903 — Винсент Миннелли (ум. 1986), американский режиссёр театра и кино.
- 1906 — Багси Сигел (убит в 1947), американский гангстер, положивший начало казино Лас-Вегаса.
- 1909 — Павел Серебряков (ум 1977), русский пианист, педагог, народный артист СССР.
- 1915 — Питер Брайан Медавар (ум. 1987), английский биолог, лауреат Нобелевской премии (1960).
- 1920
  - Борис Иванов (ум. 2002), актёр театра и кино, народный артист РСФСР.
  - Ядвига Пилсудская (ум. 2014), польский военный и общественный деятель, лётчица времён Второй мировой войны.
  - Алексей Смирнов (ум. 1979), актёр театра и кино, заслуженный артист РСФСР.
- 1922 — Юрий Лотман (ум. 1993), советский литературовед, культуролог и семиотик.
- 1924 — Анатолий Титков (ум. 2024), советский инженер, главный конструктор Уральского автомобильного завода (1961—1968).
- 1926 — Светлана Аллилуева (ум. 2011), дочь Иосифа Сталина.
- 1929 — Фрэнк Гери, один из крупнейших архитекторов современности.
- 1930 — Леон Нил Купер (ум. 2024), американский физик, лауреат Нобелевской премии (1972).
- 1938 — Стефан Турчак (ум. 1988), украинский дирижёр, педагог, народный артист СССР.
- 1939
  - Андрей Герасимов (ум. 2023), советский и российский кинорежиссёр.
  - Тамара Краснюк-Яблокова (ум. 2008), советская и российская актриса театра и кино, народная артистка РФ.
- 1940
  - Марио Андретти, американский автогонщик, чемпион мира в классе «Формула-1» (1978).
  - Владислав Старков (ум. 2004), один из организаторов и главный редактор еженедельника «Аргументы и факты».
- 1942
  - Брайан Джонс (ум. 1969), английский рок-музыкант, ритм-гитарист группы «The Rolling Stones».
  - Дино Дзофф, итальянский футбольный вратарь и тренер.
- 1944 — Зепп Майер, немецкий футбольный вратарь.
- 1945
  - Бубба Смит (ум. 2011), американский актёр и игрок в американский футбол.
  - Евгений Гинзбург (ум. 2012), советский и российский теле- и кинорежиссёр, сценарист.
- 1946 — Валерий Фокин, советский и российский театральный режиссёр, актёр, педагог, народный артист РФ.
- 1947 — Татьяна Васильева, советская и российская актриса театра и кино, народная артистка РФ.
- 1951 — Густав Тёни, итальянский горнолыжник, олимпийский чемпион, многократный чемпион мира.
- 1952 — Эльдар Мансуров, азербайджанский композитор, народный артист Азербайджана.
- 1957 — Джон Туртурро, американский актёр, режиссёр, сценарист.
- 1958
  - Дин Кроуфорд (ум. 2023), канадский гребец, чемпион летних Олимпийских игр (1984).
  - Наталья Эстемирова (убита в 2009), российская журналистка, правозащитник.
- 1960 — Константин Волков, советский спортсмен-легкоатлет.
- 1962 — Егор Радов, российский писатель-постмодернист.
- 1963 — Сергей Маврин, русский рок-музыкант, участник групп «Ария» и «Маврин» (ранее «Маврик»).
- 1969
  - Андрей Добров, советский и российский журналист, телеведущий.
  - Роберт Шон Леонард, американский актёр («Общество мёртвых поэтов», «Доктор Хаус»).
- 1970 — Нуреддин Морсели, алжирский бегун на средние дистанции, олимпийский чемпион (1996).
- 1972
  - Ион Кику, молдавский политический деятель, премьер-министр Молдовы (2019—2020).
  - Вилле Хаапасало, финский актёр.
- 1973 — Эрик Линдрос, канадский хоккеист, обладатель Кубка Канады (1991), олимпийский чемпион (2002).
- 1974 — Аманда Аббингтон, английская киноактриса.
- 1976 — Эли Лартер, американская киноактриса и модель.
- 1978 — Бенджамин Райх, австрийский горнолыжник, двукратный олимпийский чемпион (2006), трёхкратный чемпион мира.
- 1979 — Иво Карлович, хорватский теннисист
- 1980 — Кристиан Поульсен, датский футболист.
- 1981 — Гарик Харламов, российский комедийный актёр, участник телепроекта «Comedy Club».
- 1982 — Наталья Водянова, российская топ-модель.
- 1983 — Антонио Порта, аргентинский баскетболист.
- 1984 — Каролина Куркова, чешская топ-модель.
- 1985
  - Диего Рибас да Кунья, бразильский футболист итальянского происхождения.
  - Елена Янкович, сербская теннисистка, экс-первая ракетка мира.
- 1987 — Мишель Хорн, американская актриса.
- 1990 — Джорджина Леонидас, английская актриса театра, кино и телевидения.
- 1991 — Сара Болджер, ирландская актриса.
- 1992 — Иван Телегин, российский хоккеист, олимпийский чемпион (2018).
- 1993 — Эммили де Форест, датская певица, победительница конкурса песни «Евровидение-2013».
- 1994 — Аркадиуш Милик, польский футболист.
- 1996 — Карстен Вархольм, норвежский легкоатлет, олимпийский чемпион, рекордсмен мира на дистанции 400 м с/б.
- 1999 — Лука Дончич, словенский баскетболист, чемпион Европы (2017).
- 2000 — Мойзе Кен, итальянский футболист.

## Скончались
См. также: Категория:Умершие 28 февраля

### До XIX века
- 1525 — казнён Куаутемок (р. 1495), последний император ацтеков (казнён испанцами).
- 1572 — Эгидий Чуди (р. 1500), швейцарский историк, географ, политический деятель.
- 1616 — Николай Христофор Радзивилл Сиротка (р. 1549), государственный и военный деятель Великого княжества Литовского.
- 1648 — Кристиан IV (р. 1577), король Дании и Норвегии (с 1588).
- 1719 — Борис Шереметев (р. 1652), первый граф России, дипломат, генерал-фельдмаршал.
- 1728 — Огю Сорай (р. 1666), японский философ, просветитель, реформатор, лидер конфуцианцев.

### XIX век
- 1812 — Гуго Коллонтай (р. 1750), польский публицист и общественный деятель эпохи Просвещения.
- 1848 — Джон Куинси Адамс (р. 1767), 6-й президент США (1825—1829), посол США в России (1809—1814).
- 1855 — Пётр Рикорд (р. 1776), российский адмирал, путешественник, учёный, дипломат, писатель, кораблестроитель, государственный и общественный деятель.
- 1869 — Альфонс де Ламартин (р. 1790), французский писатель и поэт-романтик, политический деятель.
- 1889 — Сергей Смирнов (р. 1818), протоиерей Русской православной церкви, богослов, церковный историк.
- 1896 — Анте Старчевич (р. 1823), хорватский писатель и политический деятель.
- 1897 — Леон Блюменсток-Хальбан (р. 1838), польский психиатр, криминалист и педагог, доктор медицины; отец историка Альфреда Хальбана.
- 1898 — Василий Завойко (р. 1812), адмирал, кругосветный мореплаватель, организатор и руководитель обороны Петропавловска-Камчатского.

### XX век
- 1904 — Николай Никифораки (р. 1838), российский государственный и военный деятель, ставропольский губернатор (с 1887).
- 1916 — Генри Джеймс (р. 1843), американский писатель.
- 1918 — Николай Дубовской (р. 1859), русский живописец, один из руководителей Товарищества передвижников.
- 1924 — Семён Новгородов (р. 1892), якутский политик и лингвист, создатель якутского алфавита.
- 1929 — Клеменс Пирке (р. 1874), австрийский педиатр, разработавший кожную пробу для диагностики туберкулёза (реакция Пирке).
- 1934 — Сергей Ольденбург (р. 1863), востоковед, министр народного просвещения Временного правительства.
- 1936 — Шарль Николь (р. 1866), французский микробиолог, лауреат Нобелевской премии (1928).
- 1940 — Александр Безредка (р. 1870), французский микробиолог и иммунолог.
- 1941 — Альфонсо XIII (р. 1886), король Испании (1886—1931), дед Хуана Карлоса I.
- 1950 — Николай Лузин (р. 1883), советский математик, академик АН СССР.
- 1951 — Всеволод Вишневский (р. 1900), русский советский писатель, драматург.
- 1968 — Николай Воронов (р. 1899), главный маршал артиллерии, Герой Советского Союза.
- 1973 — Андрей Костричкин (р. 1901), актёр кино и театра, заслуженный артист РСФСР.
- 1978 — Эрик Фрэнк Рассел (р. 1905), английский писатель-фантаст.
- 1985
  - Дэвид Байрон (р. 1947), вокалист английской рок-группы «Uriah Heep».
  - Сергей Крутилин (р. 1921), русский советский писатель.
- 1986
  - застрелен Улоф Пальме (р. 1927), премьер-министр Швеции (1969—1976, 1982—1986).
  - Людмила Руденко (р. 1904), советская шахматистка, гроссмейстер, 2-я чемпионка мира по шахматам среди женщин.
- 1990 — Эмма Цесарская (р. 1909), киноактриса, заслуженная артистка РСФСР.
- 1993
  - Иван Тананаев (р. 1904), советский и российский учёный-химик, академик АН СССР и РАН.
  - Исиро Хонда (р. 1911), японский кинорежиссёр.
- 1998 — Степан Крылов (р. 1910), актёр театра и кино, заслуженный артист РСФСР.
- 2000 — архиепископ Михаил (в миру Михаил Мудьюгин; р. 1912), епископ Русской церкви, архиепископ Вологодский и Великоустюжский, деятель экуменического движения.

### XXI век
- 2004 — убит Руслан Гелаев (р. 1964), чеченский сепаратист.
- 2006 — Оуэн Чемберлен (р. 1920), американский физик, создатель атомной бомбы, лауреат Нобелевской премии (1959).
- 2007 — Артур Мейер Шлезингер-младший (р. 1917), американский историк.
- 2011
  - Анни Жирардо (р. 1931), французская актриса театра и кино.
  - Джейн Расселл (р. 1921), американская актриса кино.
- 2014 — Ростислав Беляков (р. 1919), авиаконструктор, академик АН СССР, дважды Герой Социалистического Труда.
- 2017 — Владимир Петров (р. 1947), советский хоккеист, многократный чемпион мира и Олимпийских игр.
- 2020 — Фримен Дайсон (р. 1923), американский физик-теоретик, один из создателей квантовой электродинамики.
- 2024 — Николай Рыжков (род. 1929), советский и российский государственный деятель, председатель Совета министров СССР (1985—1991).
- 2025 — Борис Спасский (род. 1937), советский, французский и российский шахматист.

## Народный календарь, приметы и фольклор Руси
Онисим Овчарник. Зимобор.
- Овчары окликают звёзды, чтобы овцы ягнились[7].
- На Онисима-овчарника зима становится безрогой (теряет свою силу)[8].
- Большая прибавка воды предвещает хороший сенокос[8].
- В Зимобор зима с весной начинают борьбу — кому идти вперед, а кому вспять повернуть[9][10].